# Metcalfiella inflexa
Metcalfiella inflexa är en insektsart som beskrevs av Mckamey. Metcalfiella inflexa ingår i släktet Metcalfiella och familjen hornstritar. Inga underarter finns listade i Catalogue of Life.